# Cycnotrachelodes roelofsi
Cycnotrachelodes roelofsi là một loài bọ cánh cứng trong họ Attelabidae. Loài này được Harold miêu tả khoa học năm 1877.